# ۶۰۶ (میلادی)
۶۰۶ (میلادی) ششصد و ششمین سال تقویم میلادی است.

## درگذشتگان
‎